# Aðaldælahreppur

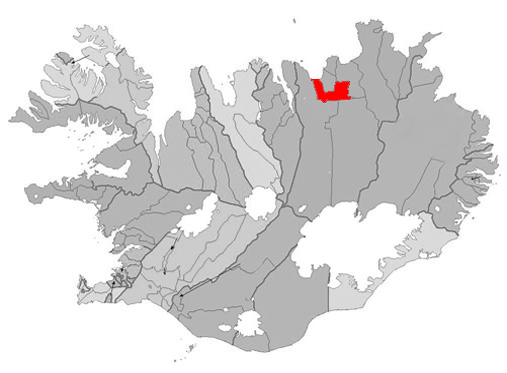
Ligging van Aðaldalur

Aðaldælahreppur is een voormalige gemeente in het noorden van IJsland in de regio Norðurland eystra. Het heeft 256 inwoners (in 2005) en een oppervlakte van 564 km². Aansluiting van de gemeente bij de gemeente Norðurþing werd op 8 oktober 2005 via een referendum afgewezen. Op 26 april 2008 werd Aðaldælahreppur in de gemeente Þingeyjarsveit opgenomen.
Akureyrarkaupstaður · Norðurþing · Fjallabyggð · Dalvíkurbyggð · Eyjafjarðarsveit · Hörgársveit · Svalbarðsstrandarhreppur · Grýtubakkahreppur · Skútustaðahreppur · Tjörneshreppur · Þingeyjarsveit · Svalbarðshreppur · Langanesbyggð